# Bianca (satelit)
Există și un asteroid numit 218 Bianca.
Bianca este un satelit interior al lui Uranus. A fost descoperit din imaginile realizate de Voyager 2 pe 23 ianuarie 1986 și a primit denumirea temporară S/1986 U 9. A fost numită după sora lui Katherine din piesa lui Shakespeare Îmblânzirea scorpiei. Este desemnat și Uranus VIII. 
Bianca aparține grupului de sateliți Portia, care-i include și pe Cressida, Desdemona, Juliet, Portia, Rosalind, Cupid, Belinda și Perdita. Acești sateliți au orbite și proprietăți fotometrice similare. În afară de orbita sa, raza de 27 km, și albedo-ul geometric de 0,08 nu se știe practic nimic despre ea.
În imaginile Voyager 2 Bianca apare ca un obiect alungit, cu axa majoră îndreptată spre Uranus. Raportul axelor sferoidului prolat al lui Bianca este de 0,7 ± 0,2. Suprafața sa este de culoare gri. 